# Arachnopeziza aurata

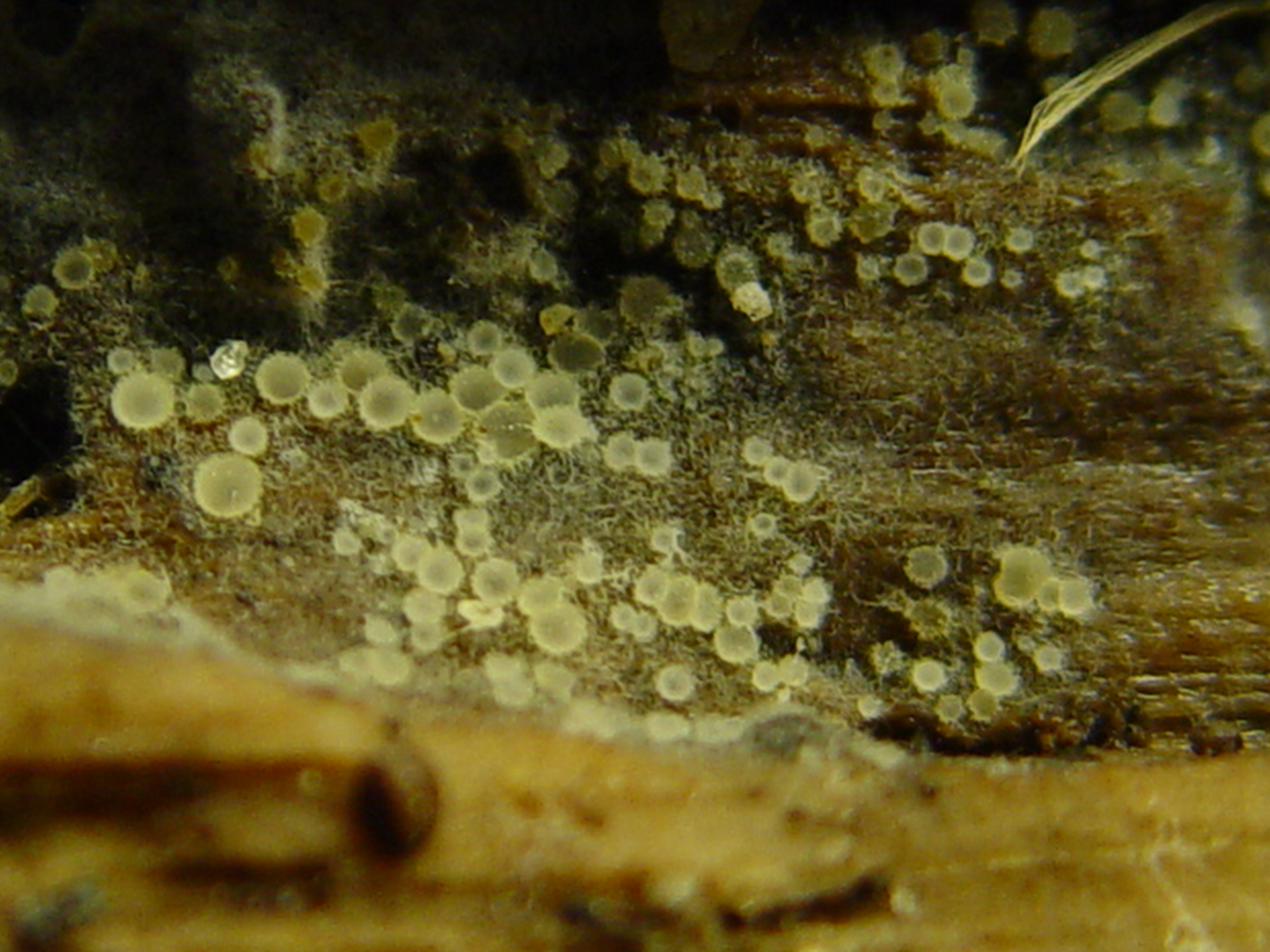

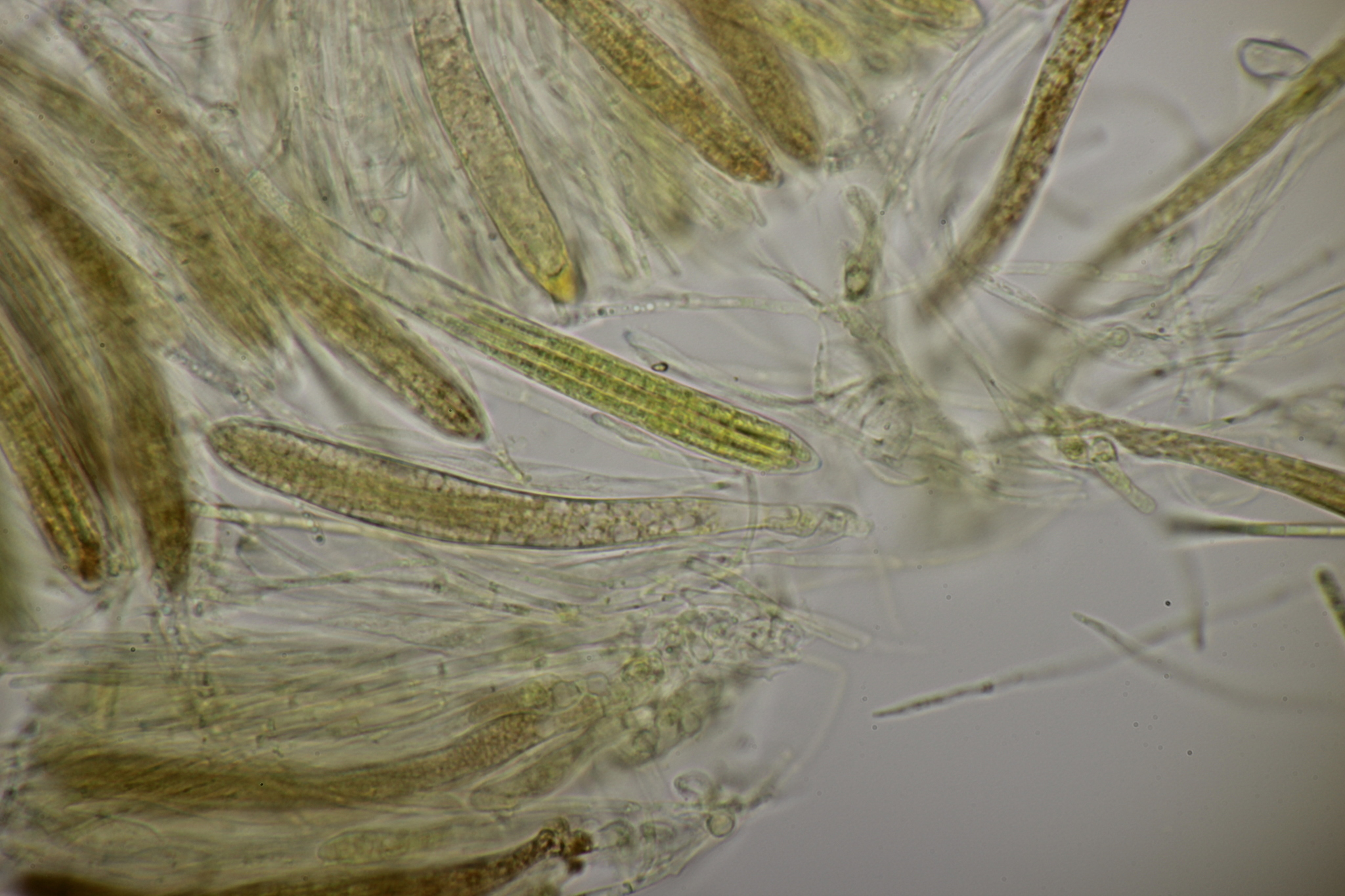

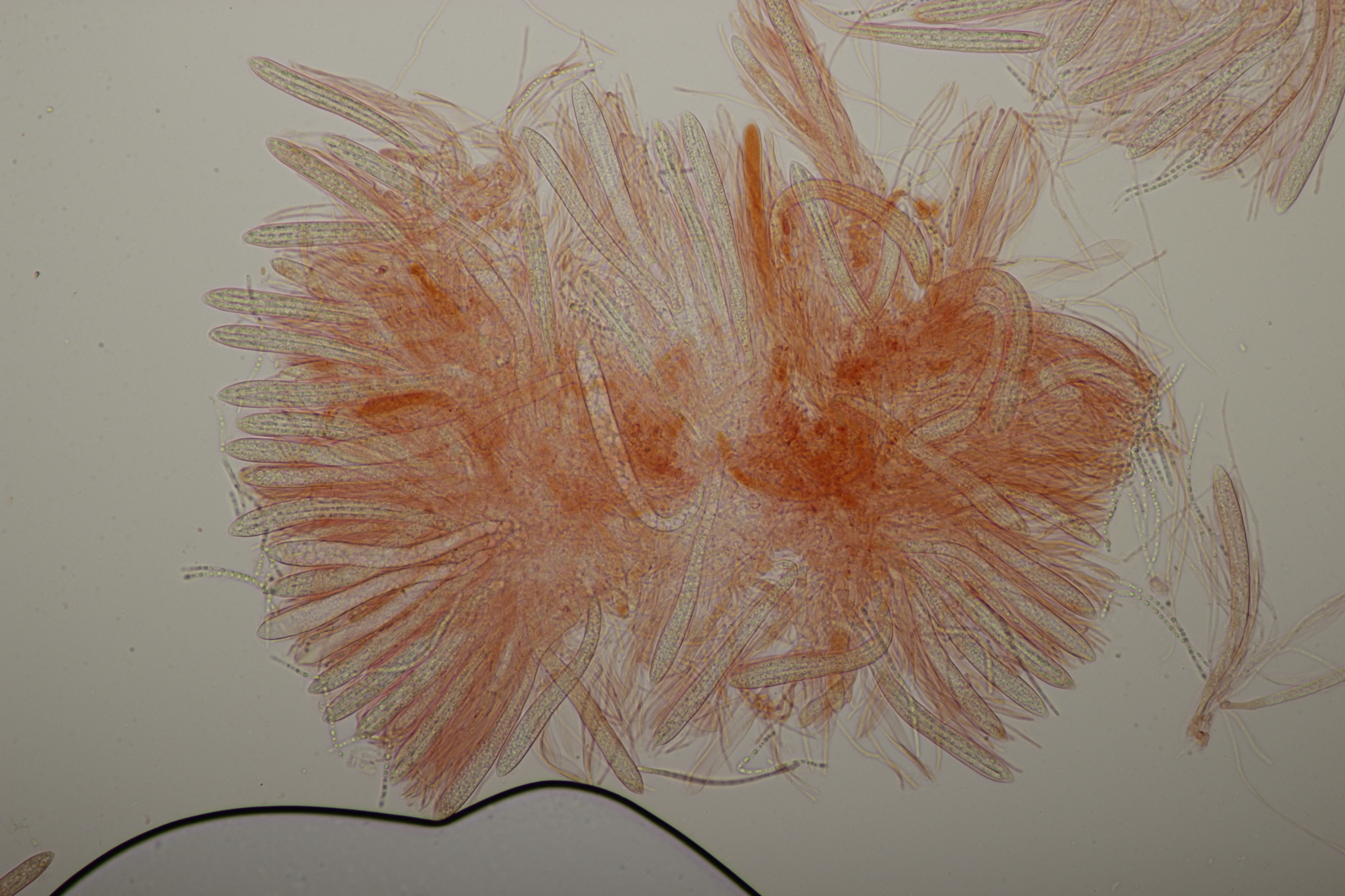

Arachnopeziza aurata Fuckel – gatunek grzybów z rodziny Arachnopezizaceae.

## Systematyka i nazewnictwo
Pozycja w klasyfikacji według Index Fungorum: Arachnopezizaceae, Helotiales, Leotiomycetidae, Leotiomycetes, Pezizomycotina, Ascomycota, Fungi.
Po raz pierwszy takson ten opisał w roku 1870 Karl Wilhelm Gottlieb Fuckel. Ma 14 synonimów. Niektóre z nich:
- Arachnopeziza aurata var. alba Grelet 1951
- Pezizella gemmata (Lorton) Sacc. 1928
- Tapesia nivea (Lorton) Sacc. 1928[2].

## Morfologia
Owocniki typu apotecjum bardzo drobne, o średnicy 0,1–1 mm, początkowo kuliste i zamknięte, potem tarczkowate do kielichowatych, siedzące, z regularnym brzegiem. Strona hymenialna gładka, biaława lub o barwie od żółtej do pomarańczowej. Brzeg i zewnętrzna strona pokryte białawymi włoskami. Subikulum rzadkie jednobarwne.
Cechy mikroskopowe
Włoski cylindryczne, czasami nieco rozszerzone u podstawy i wierzchołka lub lekko cieńsze u wierzchołka, cienkościenne do pogrubionych, z wieloma przegrodami, gładkie lub całkowicie szorstkie, szkliste, żółte do pomarańczowych, o wymiarach do 125–250 × 1,5–6 µm. Strzępki subiculum septowane, o wąskim świetle, delikatne, lekko inkrustowane, o średnicy 2–3 µm. Worki monotunikowe, amyloidalne o wymiarach do 115 × 8–12 µm. W workach po 8 równoległych, gładkich, szklistych, nitkowatych zarodników z zaostrzonym końcem, o wymiarach 50–75 × 1,3–3 µm. W stanie dojrzałym mają 7 przegród. Wstawki nitkowate, o średnicy 1 µm, czasem rozwidlone, z przegrodami.
Gatunki podobne
A. aurata charakteryzuje się dobrze rozwiniętym subikulum i drobnymi, gęstymi włoskami na brzegu owocnika. Podobna Arachnopezia aurelia (synonim A. nivea) ma stronę hymenialną o barwie od złotożółtej do pomarańczowej, pomarańczowe włoski, różni się też innymi cechami mikroskopowymi. Jej zarodniki są elipsoidalne, cylindryczne do wrzecionowatych, z 3 przegrodami w okresie dojrzałości i mają wymiary 12–17(22) µm. Do pewnego odróżnienia tych gatunków konieczne są obserwacje mikroskopowe dojrzałych owocników, gdyż tylko w dojrzałych zarodnikach liczba przegród jest charakterystyczna dla gatunku.

## Występowanie i siedlisko
Arachnopeziza aurata występuje w Ameryce Północnej, Południowej, Europie, Azji, Australii i na niektórych wyspach. Najwięcej stanowisk podano w Europie. W Polsce po raz pierwszy jej występowanie podała Katarzyna Turnau w 1983 r., później gatunek notowany jeszcze kilkukrotnie. Aktualne stanowiska podaje internetowy atlas grzybów. Znajduje się w nim na liście grzybów zagrożonych i wartych objęcia ochroną. Nie jest to jednak rzadki gatunek, ale często jest niezauważalny z powodu drobnych rozmiarów i miejsc występowania (na dolnej stronie leżących na ziemi pni).
Nadrzewny grzyb saprotroficzny występujący na próchniejącym drewnie drzew liściastych, a także na różnego rodzaju resztkach roślinnych.